# آلپ گرایان
آلپ گرایان ( نزدیک به فرانسوی: آلپ گِرِیان) (فرانسوی: Alpes grées [alp ɡʁe]; ایتالیایی: Alpi Graie [ˈalpi ˈɡra:je]) رشته‌کوهی در بخش غربی آلپ است.

## ریشه‌شناسی
نام «Graie» از قبیله سلتی‌ها به نام «Graioceli» گرفته شده که در منطقه اطراف گذرگاه کوه سنیس و دره ویو سکونت داشتند. نظریه دیگری می‌گوید این نام از واژه سلتی Graig به معنای «سنگ» یا «صخره» آمده و به‌طور کلی به معنای «کوه‌های صخره‌ای» است.

## جغرافیا
آلپ گرایان میان سه کشور بخش فرانسه (اوورنی-رون-آلپ)، ایتالیا (پیه‌مونته و دره دائوستا) و سوئیس (وله غربی) قرار دارد.
سمت فرانسوی آلپ گرایان توسط رودخانه ایزر (دره تارانتهز) و شاخه آن آرک (موریین) و همچنین آروه زهکشی می‌شود.
سمت ایتالیایی آن توسط رودخانه‌های دورا ریپریا، دورا بالتیا، اورکو و ستورا دی لانزو که شاخه‌های رود پو هستند زهکشی می‌شود.
آلپ گرایان به چهار شاخه اصلی زیر تقسیم می‌شود:
- گروه مون بلان (شمال گذرگاه سنت برنارد کوچک)، شامل توده بوفرته
- گروه مرکزی (خط‌الرأس میان گذرگاه سنت برنارد کوچک و گردنه کوه سنیس)
- گروه غربی یا فرانسوی
- گروه شرقی یا ایتالیایی، شامل توده‌کوه گران پارادیزو

## مخافظت از طبیعت
بخش غربی شامل پارک ملی ونواز است که در سال ۱۹۷۲ تأسیس شده و مساحتی برابر با ۱٬۲۵۰ کیلومتر مربع را پوشش می‌دهد. گروه شرقی نیز شامل پارک ملی گران پارادیزو، قدیمی‌ترین پارک ملی ایتالیا است. همچنین در سمت ایتالیا، پارک منطقه‌ای مونته آویک قرار دارد که یک پارک طبیعی با مساحت ۵٬۷۴۷ هکتار است و توسط منطقه دره دائوستا ایجاد شده است.

## نقشه‌ها
- کارتوگرافی رسمی ایتالیا (Istituto Geografico Militare - IGM)؛ نسخه آنلاین: www.pcn.minambiente.it
- کارتوگرافی رسمی فرانسه (Institut Géographique National - IGN)؛ نسخه آنلاین: www.geoportail.fr
- کارتوگرافی رسمی سوئیس (اداره فدرال توپوگرافی سوئیس - Swisstopo)؛ نسخه آنلاین: map.geo.admin.ch

## نگارخانه
- آیگوئل آرژانتیر بر فراز یخچال سالینا
- آیگوئل دو میدی
- راسیاملون
- گذرگاه سنت برنارد کوچک
- گردنه ایسران
- بز کوهی آلپ